# حمله اسفند ۱۳۹۵ کابل
حمله به شفاخانه نظامی سردار محمد داوود خان یا شفاخانه چهارصد بستر یکی از پیچیده‌ترین و مرموزترین حمله تروریستی در منطقه وزیر اکبرخان، کابل بود که در تاریخ ۱۸ حوت/اسفند ۱۳۹۵ در حوالی ۹:۲۰ صبح آغاز کردید.
به گزارش طلوع نیوز، در نخست یک موتر/خودرو پر از مواد انفجاری در داخل این شفاخانه درست در برابر درب عمومی آن منفجرساخته شده است.
و پسان‌تر، یک انفجار دیگر، در طبقهٔ دوم این شفاخانه، صورت گرفته است. و بنابر گزارش بی‌بی‌سی فارسی تیراندازی هم از منزل دوم آغاز شده است
بر بنیاد خبرها مهاجمان ۵ نفر بود و پس از ورود به ساختمان با سلاح گرم و نارنجک و چاقو به داکتران، نرس‌ها و پایوازان و نظامیان حاضر در شفاخانه حمله می‌کردند.
گفته می‌شود که یک مهاجم انتحاری در ورودی این شفاخانه خود را منفجر کرد و چهار مهاجم مسلح دیگر با استفاده از کالای داکتران وارد این شفاخانه شدند.
پس از چند دقیقه، نیروهای امنیتی افغان از طریق هوا و از راه سقف ساختمان به محل رسیدند. در این عملیات نیروهای ویژه کشور ناروی از نیروهای افغان حمایت می‌کردند اما در عملیات شرکت نداشتند.
این حمله هفت ساعت به درازا کشید و سرانجام در حوالی ساعت ۳:۳۰ ظهر با کشته شدن چهار مهاجم در ساختمان شفاخانه به پایان رسید.
به گزارش وزارت دفاع ملی که یک روز بعد از حمله منتشر شد، در این حمله ۳۱نفر کشته و ۵۳ نفر دیگر زخمی شده بودند
اما پس از گذشت چند روز از حمله، مقامات اعلام کردند در این حمله ۵۱نفر کشته و ۷۰نفر زخمی شدند.
شاهدان و ومنابع امنیتی که اجساد کشته شدگان را از نزدیک دیده‌اند، شمار تلفات حمله را بیش ۱۰۰نفر می‌دانند.
گواهان رویداد می‌گویند: مهاجمین حتی به بیماران بستری شده هم رحم نمی‌کردند و به سوی هر کس که می‌دیدند شلیک می‌کردند و به هر قسمت از شفاخانه که فکر می‌کردند کسی در آنجا مخفی شده است نارنجک پرتاب می‌کردند
به گزارش خبرگزاری رشد شب قبل از حمله، از سفارت آمریکا متواتر اعلامیه پخش می‌شد که ساحات مکرویان و چهار صد بستر تحت تهدید است و مردم از خانه‌های شان بیرون نشوند.
دولت افغانستان برای تحقیق در مورد این حمله یک کمیسیون حقیقت یاب به رهبری جنرال هلال الدین هلال تشکیل داد و این کمیسیون در حال تحقیق در مورد چگونگی وقوع این حمله است
رئیس کمیسیون بررسی این رویداد پس از بررسی‌ها گفت: که پنج مهاجم مسلح همان روز رویداد، با استفاده از یک موتر با نمبر پلیت جعلی وارد شفاخانه شده‌اند و دست به حمله زده‌اند.
او دست داشتن داکتران یا کارمندان شفاخانه را در این حمله رد کرد.
دولت افغانستان تعدادی از مجروحین این حمله را برای درمان به عربستان سعودی فرستاد

## پس از حمله
گروه داعش با نشر خبرنامه‌ای مسولیت حمله به شفاخانه چهارصد بستر را به عهد گرفت و تصویر پنج مهاجم این حمله را منتشر کرد و گفت: که دو تن از این مهاجمان اهل تاجیکستان بودند و سه تن دیگر از شهروندان افغانستان هستند
ذبیح‌الله مجاهد سخنگوی گروه طالبان ساعتی پس از این رویداد، مسئولیت این حمله را رد کرد.
با اینکه داعش مسولیت این حمله را به عهده گرفته است اما مقامات افغان به شبکه حقانی مشکوک هستند.

## واکنش‌ها
محمداشرف غنی و عبدالله عبدالله رئیس‌جمهور و ریس اجراییه افغانستان که در مراسم بزرگداشت از روز جهانی زن سخن می‌گفتند این حمله را محکوم کردند.

اشرف غنی در نکوهش این حمله چنین گفت:
حمله به شفاخانه، حمله به تمام مردم افغانستان است.
پرنیل کاردیل، رئیس بخش سیاسی و سرپرست یوناما در افغانستان با محکومیت این حمله تروریستی گفت:
«این حمله ناجوانمردانه انعکاس دهنده نقض اساسی‌ترین اصول انسانی می‌باشد. بدون شک، این حمله قساوت آشکار به‌شمار می‌آید و عاملین آن باید پاسخگو باشند»
بسیاری از کشورها این حمله را محکوم کردند و آن را مغایر ارزش‌های انسانی خواندند.

## دستگیری‌ها
جنرال هلال الدین هلال رئیس کمسیون بررسی رویداد شفاخانه چهارصد بستر اعلام کرد که بیست و چهار نفر در رابطه با این حمله بازداشت شده‌اند و تحقیقات از آنان جریان دارد